# Collegio Rotondi
Il Collegio Rotondi è una scuola paritaria ubicata a Gorla Minore in Lombardia. Fu fondata dal nobile italiano Giovanni Andrea Terzaghi nel 1599 ed è la più antica scuola paritaria registrata in Italia.

## Storia

### 17º secolo
Nel 1599 Gorla Minore era governata dalla famiglia Terzaghi, originaria di Milano. Giovanni Terzaghi, canonico maggiore del Duomo, non ebbe eredi e lasciò in eredità i suoi beni agli Oblati con l'impegno di sostenere perennemente la vitalità della Chiesa di San Maurizio e di creare un luogo deputato all'educazione dei bambini.
Nel 1629 venne istituito il Collegio degli Oblati per i giovani di Gorla Minore e zone limitrofe. Gestito da personale religioso, l'istituto nasce come collegio maschile. Grazie ai suoi metodi di insegnamento innovativi, divenne presto un centro culturale e ottenne un ampio riconoscimento. Inizialmente il rettore servì anche come prefetto della chiesa di San Maurizio, come precisa Terzaghi nel suo testamento. Con la continua crescita e sviluppo della scuola, il ruolo del rettore si è evoluto fino a comprendere responsabilità aggiuntive, come l'amministrazione scolastica, il coordinamento degli insegnanti e tutti i compiti amministrativi.

### 18º secolo
Nel XVIII secolo il Collegio si modernizzò mentre Milano divenne uno dei poli principali dell'Illuminismo, guidato dal movimento filosofico del razionalismo e dalla crescente affermazione della scienza. I lavori di ristrutturazione favorirono l'ampliamento della struttura, determinando la realizzazione del corpo centrale principale e del cortile centrale adibito a luogo di aggregazione della comunità del Collegio.
Il Collegio cominciò a cooperare e collaborare con le autorità istituzionali che, all'epoca, erano quelle austriache ; hanno riconosciuto l'operato del Collegio e le sue iniziative educative.

### 19º secolo
Nel XIX secolo il Collegio fu interessato dall'Unità d'Italia del 1861, che alterò il potere della Chiesa di Roma e di Papa Pio IX. 

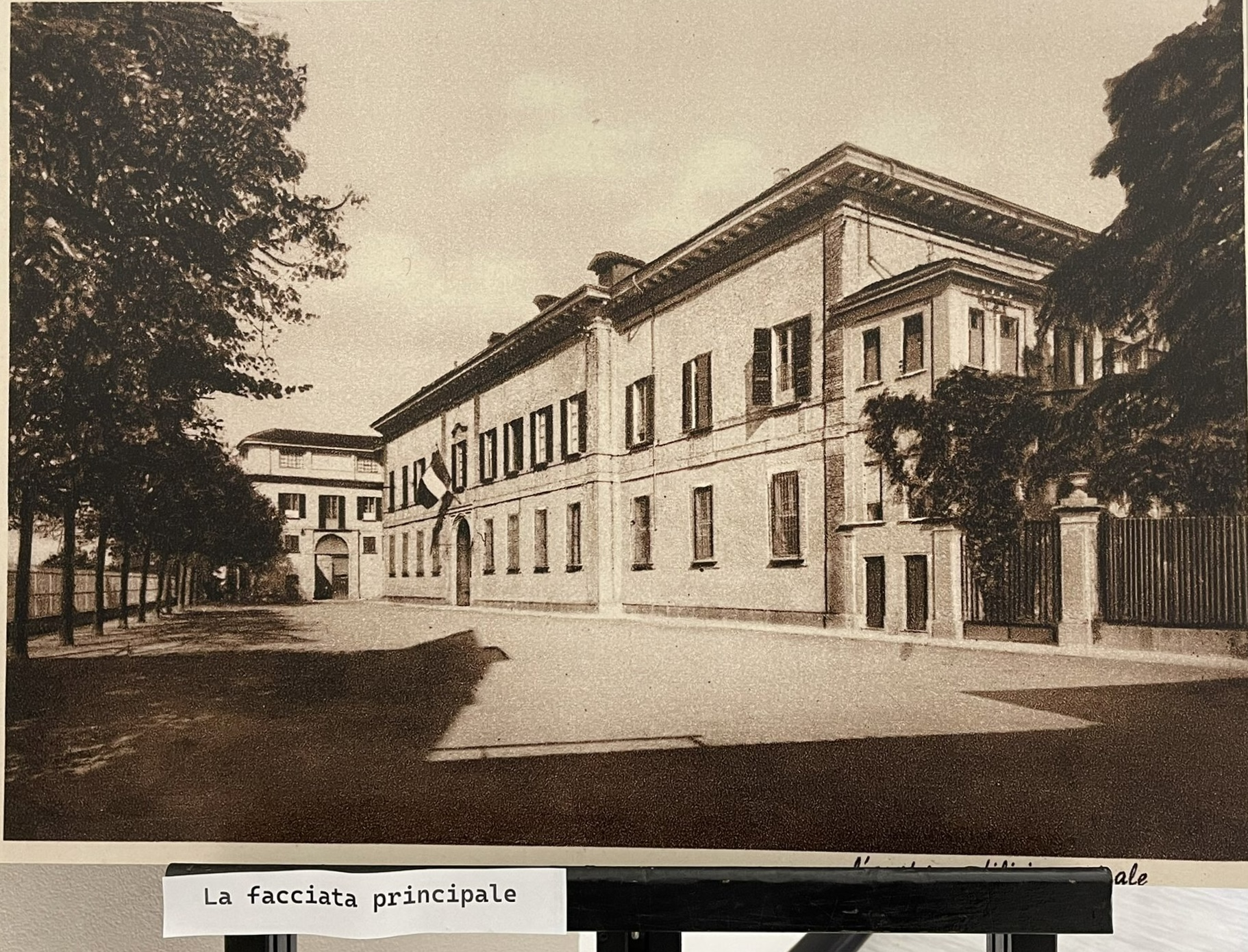
Vecchia facciata principale del Collegio Rotondi

I due rettori Sioli e Rotondi utilizzarono una serie di azioni legali per liberare con successo il Collegio dalla congregazione degli Oblati. Ciò permise all'istituto di avere meno pressioni da parte delle autorità istituzionali, permettendogli di sopravvivere a un periodo di tensione tra la Chiesa e Casa Savoia. Per questo motivo cambiò nome in Collegio Rotondi, dal nome del rettore Rotondi.
Con l'amministrazione del direttore Rotondi, il Collegio divenne una scuola cattolica, guidata dal vescovo ma conservando la propria indipendenza. Il Collegio si espanse per soddisfare le richieste e i requisiti in evoluzione posti dai cambiamenti apportati dalla rivoluzione industriale.
Nel 1899, in occasione del terzo centenario del Collegio, fu inaugurata una nuova sezione della scuola, il Liceo. La costruzione di questo nuovo reparto fu curata da Don Davide Rossi.

### 20º secolo
L'inizio del XX secolo fu un periodo di crescita per il Collegio, con la ferrovia per Milano, la ferrovia della Valmorea, che aumentarono il numero dei frequentatori della scuola. Negli ultimi anni del suo rettorato, don Rossi si batté per ottenere dal governo italiano nuovi riconoscimenti per sostenere l'importanza dell'educazione impartita dal Collegio e per riaffermare la propria autonomia. Nel 1910 il consiglio di direzione del Collegio approvò l'apertura di una nuova sede della scuola femminile, il Collegio Gonzaga, che comprendeva una scuola elementare, una scuola media, un liceo e un istituto tecnico. 

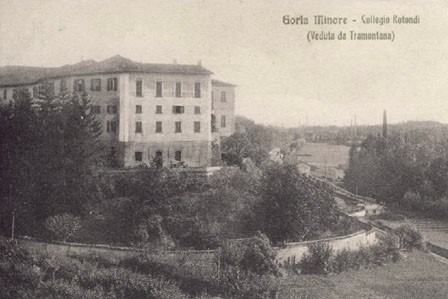
Il Collegio Rotondi in una cartolina degli anni '30

Dopo la Prima Guerra Mondiale, il Collegio riprese la sua vita regolare, rafforzando la propria rinomanza e facendo fronte alle esigenze della scuola, come le contraddizioni della Chiesa Cattolica Romana durante il periodo fascista. Durante la seconda guerra mondiale molti studenti dovettero lasciare il Collegio per arruolarsi nell'esercito, mentre i restanti lottarono con la fame. L'edificio fu requisito e trasformato in un ospedale militare improvvisato.
Finita la guerra, il nuovo rettore, don Pietro Cazzulani, avviò i primi lavori di ristrutturazione della parte monumentale del vecchio edificio e si concentrò sull'istruzione, continuando l'insegnamento anche nel periodo estivo. I rettori che avrebbero diretto la scuola negli anni successivi, Cazzulani, Mangini, Crotti, Silva e Ferè, erano tutti sacerdoti diocesani. Gli Oblati rinunciarono al tentativo di mantenere il Collegio sotto il loro controllo. L'autorità della scuola era stata rafforzata, così come l'indipendenza dei suoi rettori. Miravano a una collaborazione professionale tra sacerdoti e insegnanti. In quel periodo sono terminati anche i lavori di costruzione della Cappella dell'Immacolata.
Il rettore don Lino Mangini ha aperto due nuovi percorsi didattici, il liceo classico e quello scientifico. Il successivo rettore, don Carlo Crotti, completò diverse modifiche, terminando la costruzione della nuova palestra, iniziata da don Lino Mangini, e costruendo nuove aule, edifici funzionali e nuovi impianti di riscaldamento. È stato inaugurato il nuovo auditorium, dedicato alla memoria del cavaliere Benigno Airoldi. Il Collegio trasferì la sezione femminile nell'edificio originario, modificando la norma della scuola verso un modello educativo misto.

## Stemma

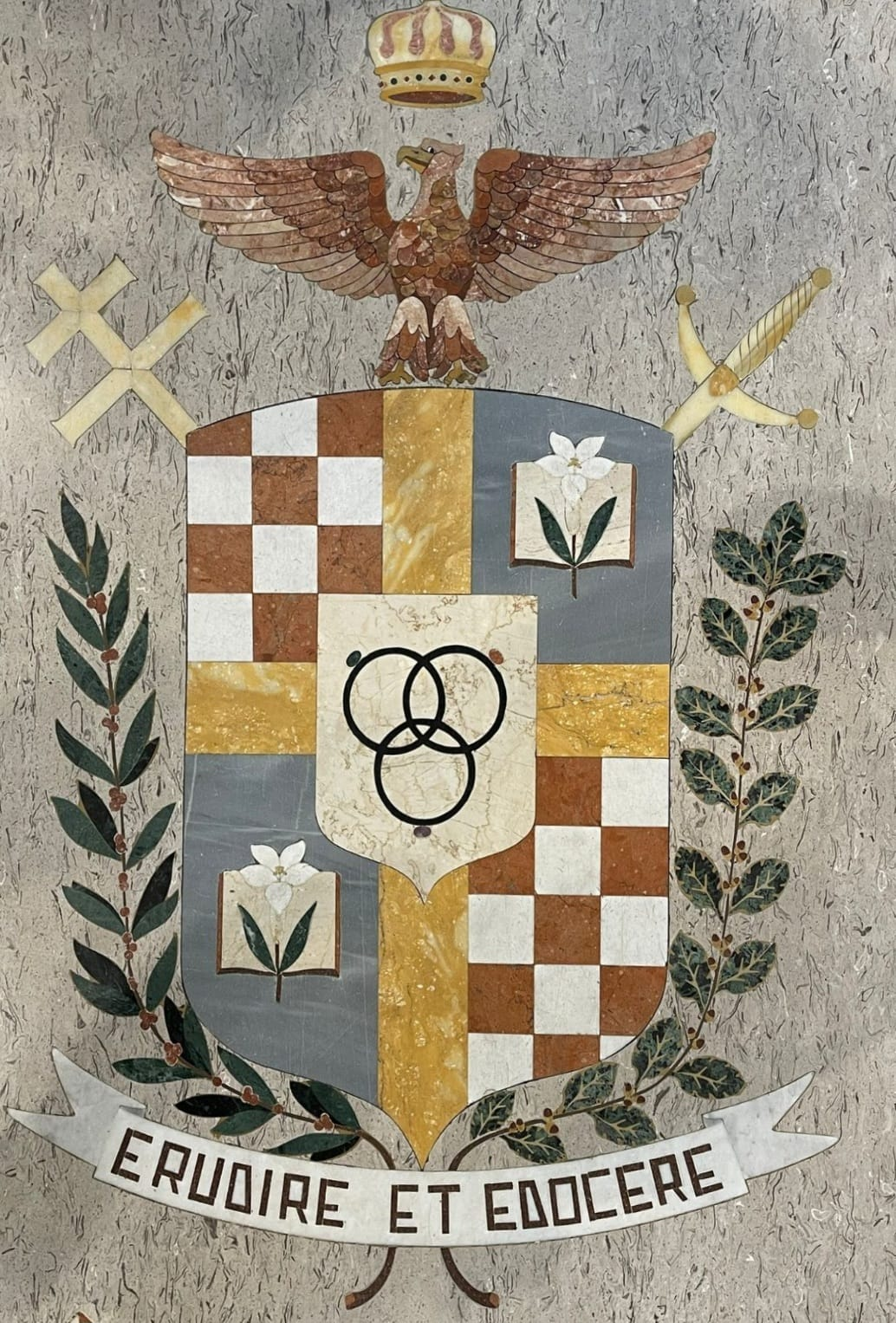
Stemma del Collegio Rotondi

Lo stemma del Collegio è stato realizzato nel secondo dopoguerra e rappresenta uno scudo diviso in quattro parti da una croce. Due di queste parti contengono una scacchiera bianca e rossa, già presente nello stemma della famiglia Terzaghi, come in altre famiglie nobili, a rappresentare le battaglie e le strategie necessarie per vincerle. Nello stemma del Collegio rappresenta la lotta contro l'ignoranza oltre che un omaggio alla famiglia milanese. Le restanti due parti sono di colore azzurro e rappresentano l'incorruttibilità. Da queste parti c'è l'effigie di un libro aperto su cui poggia un giglio, il più nobile dei fiori. Il libro simboleggia l'erudizione, mentre il giglio simboleggia la purezza. Al centro della croce ci sono tre anelli, già presenti nello stemma della famiglia Borromeo. Questi ricordano il cardinale Federico Borromeo, la cui opera portò al lascito del Collegio agli Oblati da parte di Giovanni Terzaghi. In alto a sinistra c'è la croce di Lorena, simbolo della fede, e in alto a destra la spada, simbolo della forza della fede. Intorno allo scudo c'è l'alloro, simbolo di gloria, e la quercia, simbolo di forza contro le difficoltà. In alto c'è un'aquila coronata, evocativa del Sacro Romano Impero, che è un simbolo di potere, vittoria, prosperità e grandezza.
Il motto del Collegio, rappresentato nella parte inferiore dello stemma, è una frase in latino, tratta dal testamento di Giovanni Terzaghi ed è erudire et edocere. Erudire, insegnare, è il primo passo, seguito da edocere, educare. Entrambi i passaggi sono necessari per far emergere i talenti di un individuo.

## Architettura

### Quadriportico centrale

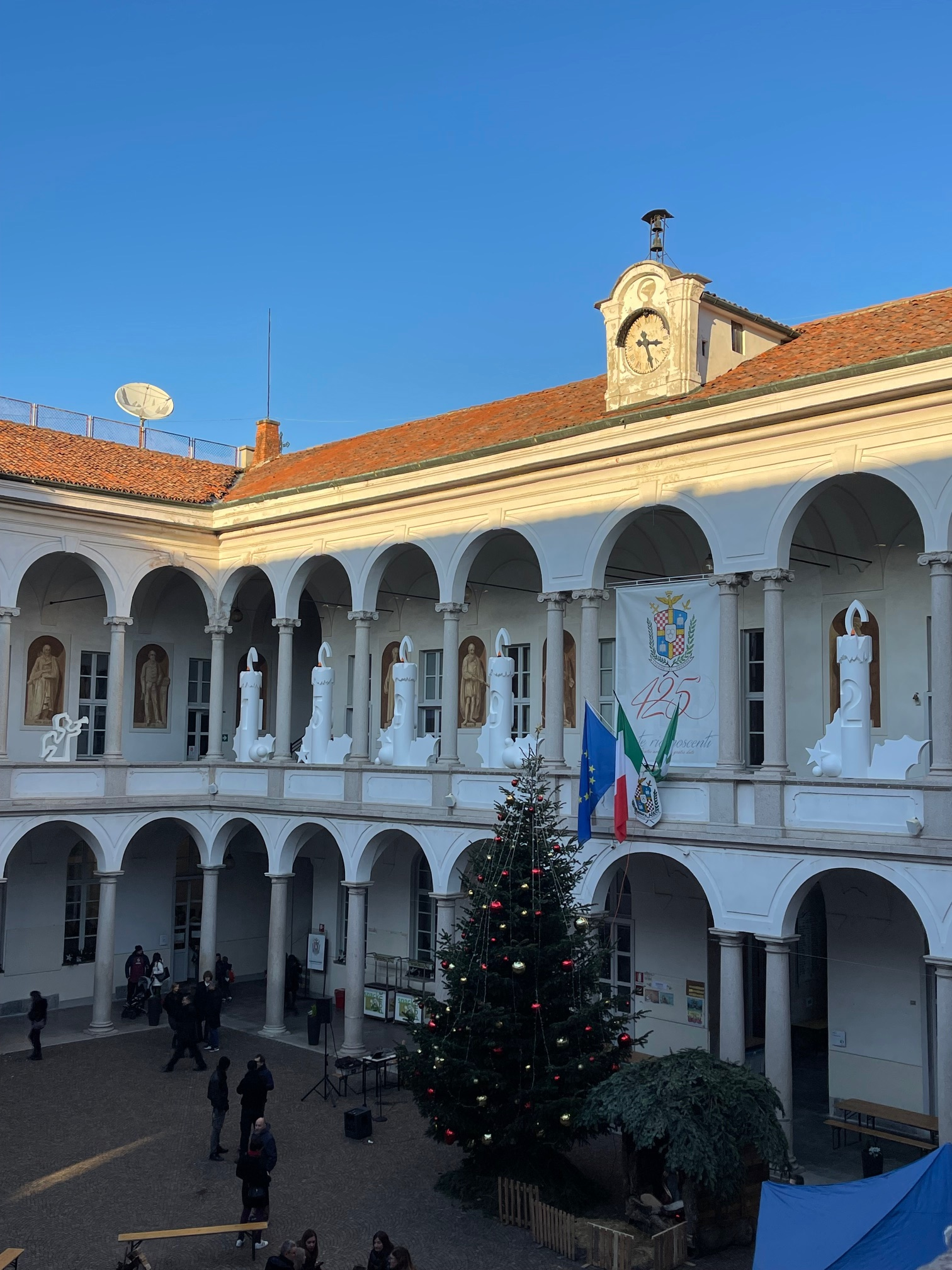
Quadriportico centrale del Collegio Rotondi addobbato per il Natale

Il quadriportico, fu eretto nel XVIII secolo ed è il centro della vita accademica del Collegio Rotondi. Il cortile è circondato su entrambi i piani da una serie di colonne in marmo, ad eccezione del lato d'ingresso al secondo piano. I due ordini di colonne creano due logge, utilizzate sia dagli studenti che dai professori per spostarsi da un lato all'altro dell'edificio. Fornisce riparo dalla pioggia in autunno e primavera, e in estate dal sole e dal caldo. Fin dalla sua costruzione questo spazio è stato utilizzato per scopi didattici.

### Loggia inferiore
Nel XIX secolo furono aggiunte sulle pareti della loggia inferiore alcune mappe tridimensionali a scopo didattico. Ne rimane un solo esemplare, rappresentante l'Italia. Le altre furono rimosse nella seconda metà del XX secolo per realizzare nuove finestre che creassero più luce nelle aule poste al piano inferiore del quadriportico. 

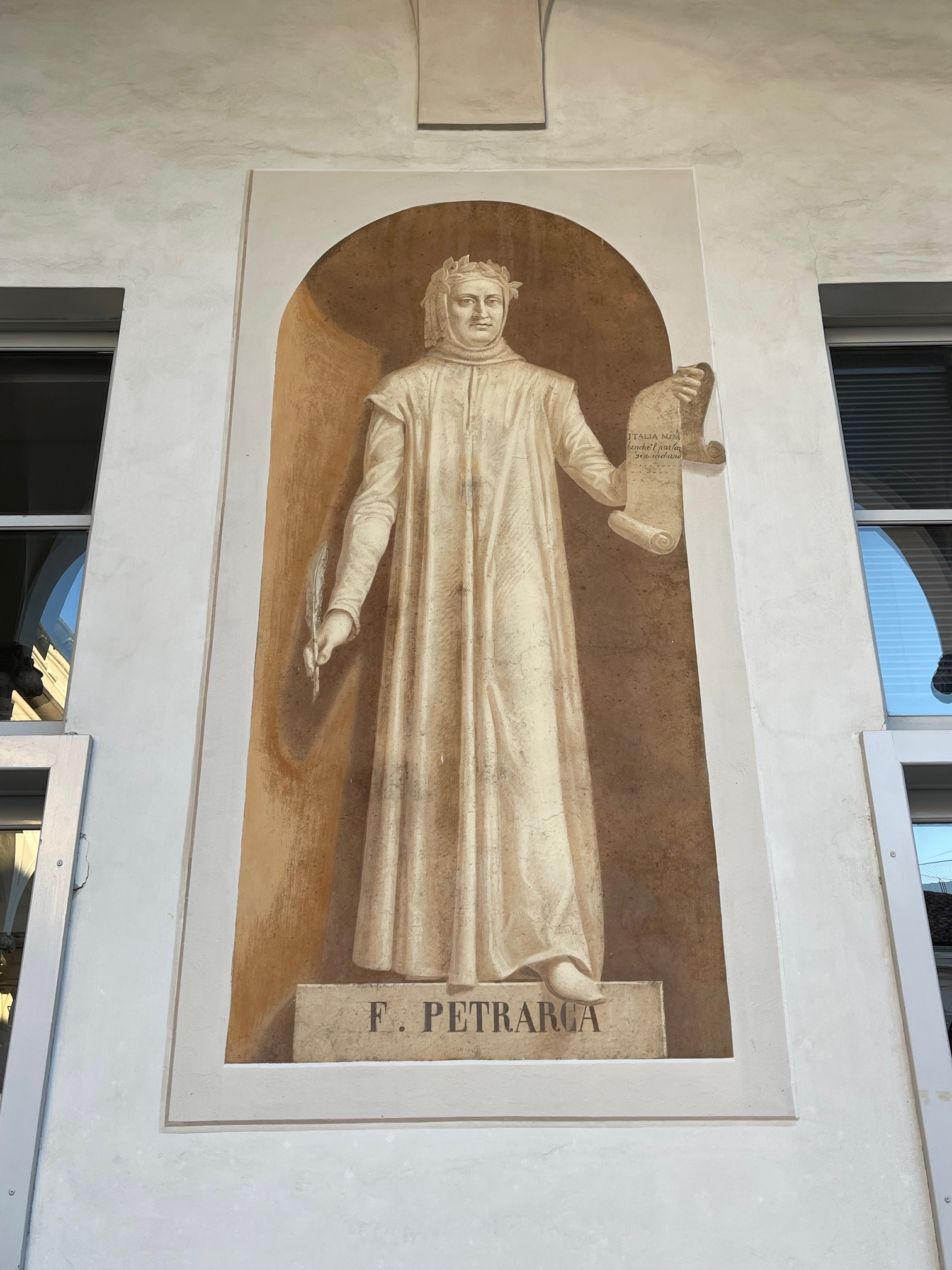
Francesco Petrarca rappresentato come uno degli spiriti magni nella loggia superiore del quadriportico, Collegio Rotondi

### Loggia superiore
Le pareti della loggia superiore erano decorate con una serie di 24 quadri rappresentanti alcuni dei personaggi più significativi della cultura italiana, detti spiriti magni. Ciascuna figura è raffigurata in pose statuarie all'interno di una nicchia dipinta, con i rispettivi nomi alla base. I personaggi indossano gli abiti tipici dell'epoca corrispondente e ciascuno è rappresentato con oggetti simbolici ad essi associati. Il ciclo di dipinti veniva utilizzato dai professori per mostrare e istruire gli studenti sulle realizzazioni o sulle opere letterarie realizzate dai personaggi. La scelta delle figure da rappresentare è stata attentamente studiata dai commissari. Tutti gli spiriti magni sono cittadini italiani, racchiusi nel contesto scientifico, artistico e letterario, e vissuti tra il XVIII e il XIX secolo, tranne due di loro, Dante Alighieri e Francesco Petrarca, considerati onnipresenti come i padri della letteratura italiana. Giovanni Boccaccio e altri personaggi storici come il poeta Giacomo Leopardi e il musicista Giuseppe Verdi, non furono scelti dai committenti del ciclo di dipinti a causa della loro posizione anticlericale e atea nei confronti della Chiesa di Roma.

### Cappella dell'Immacolata

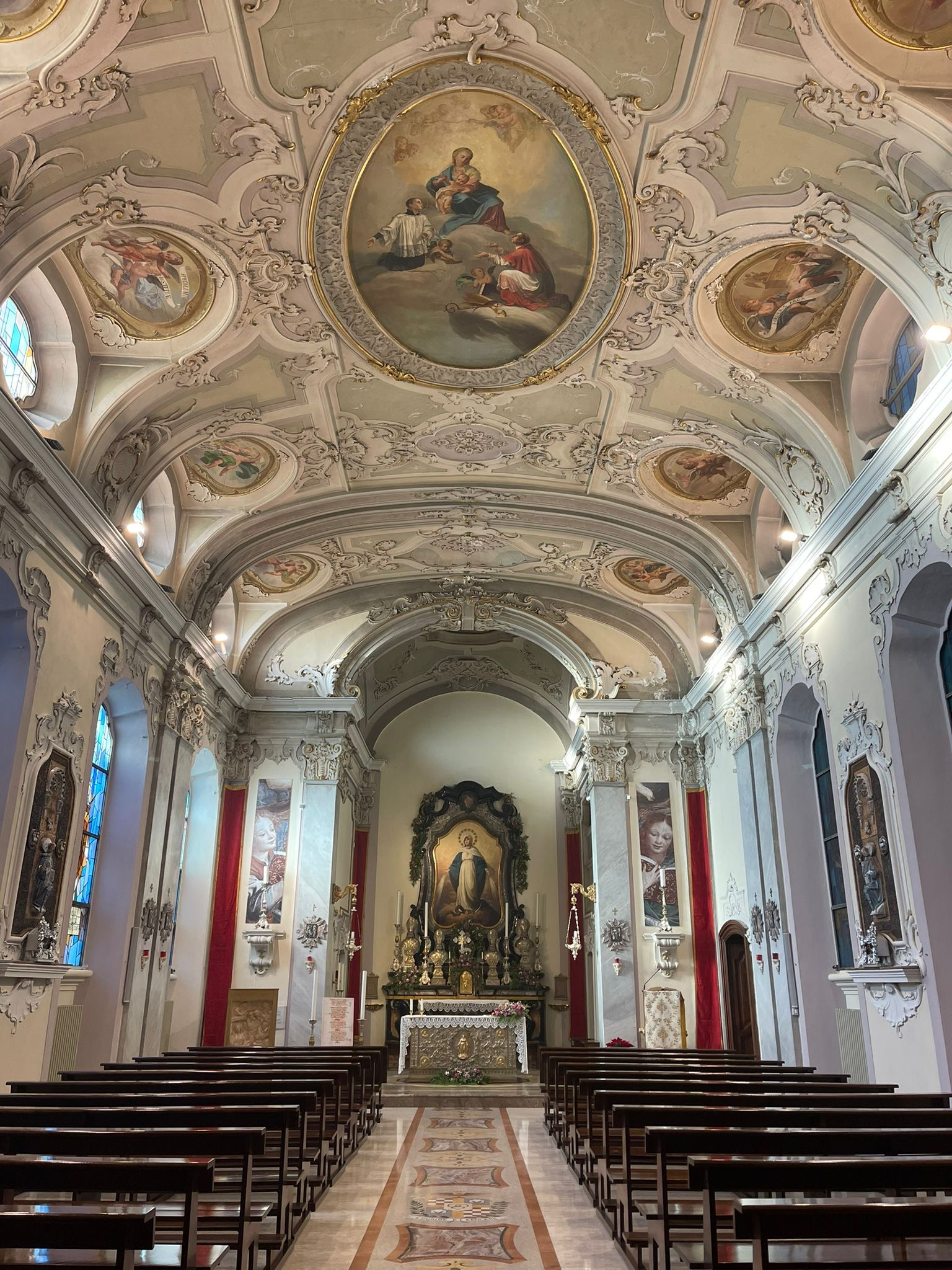
Navata della Cappella dell'Immacolata

Durante il suo rettorato, Don Giovanni Re volle costruire una cappella, la cosiddetta Cappella dell'Immacolata, per dotare il Collegio di un luogo di culto. L'iniziativa risale al 1885, come ricorda una targa commemorativa in marmo posta all'interno. Da allora tutti i rettori sono stati responsabili della sua conservazione. Nel primo dopoguerra Don Lino Mangini rinnovò la struttura arricchendola di nuove opere d'arte. Don Carlo Crotti la ammodernò eliminando la balaustra barocca; questo processo di rinnovamento collegava direttamente la navata con l'altare.

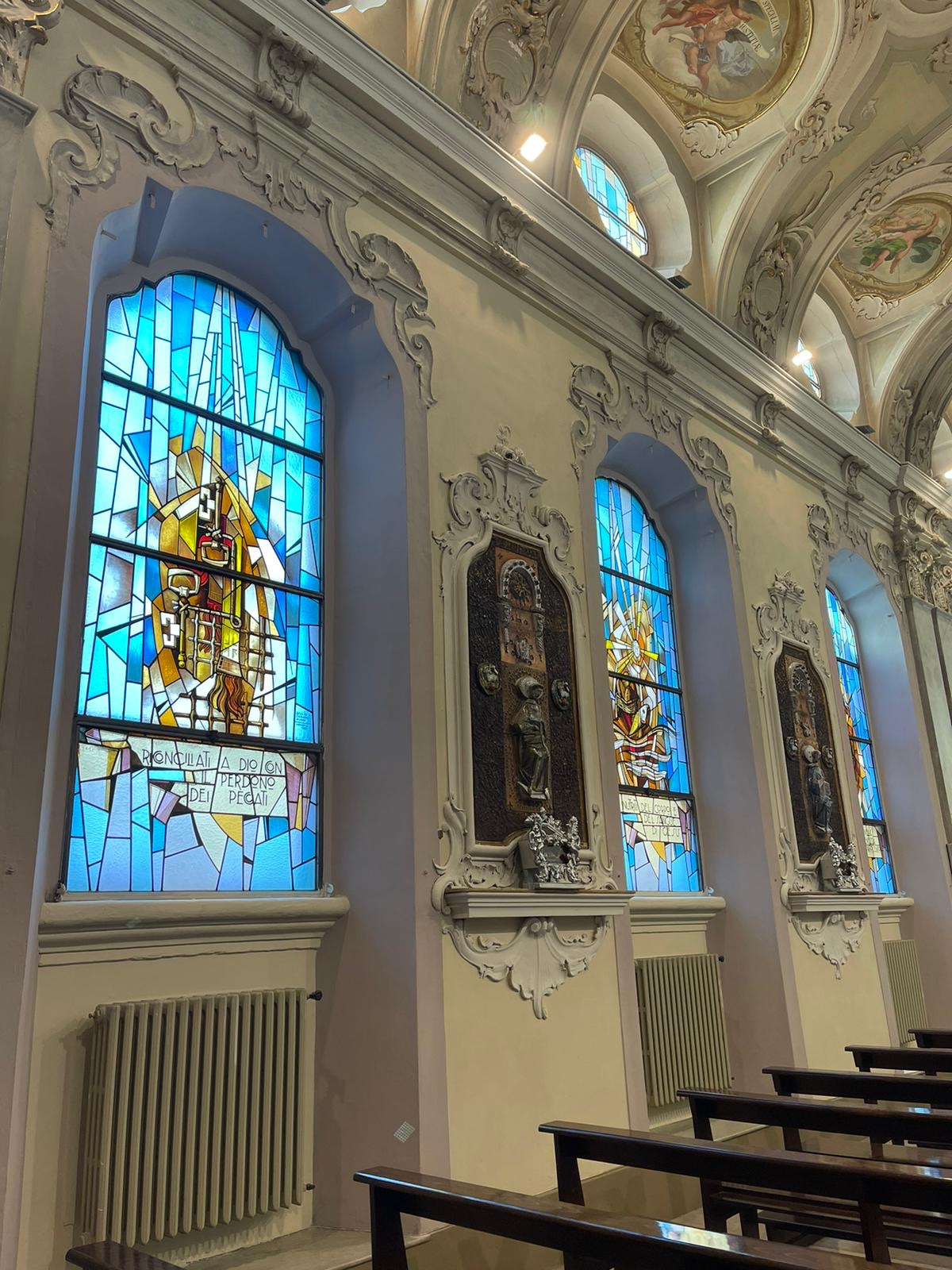
Rappresentazione dei sette Sacramenti della Chiesa Cattolica

Le vetrate alle pareti furono aggiunte negli anni '70 e sono decorate con la rappresentazione dei sette Sacramenti della Chiesa Cattolica.

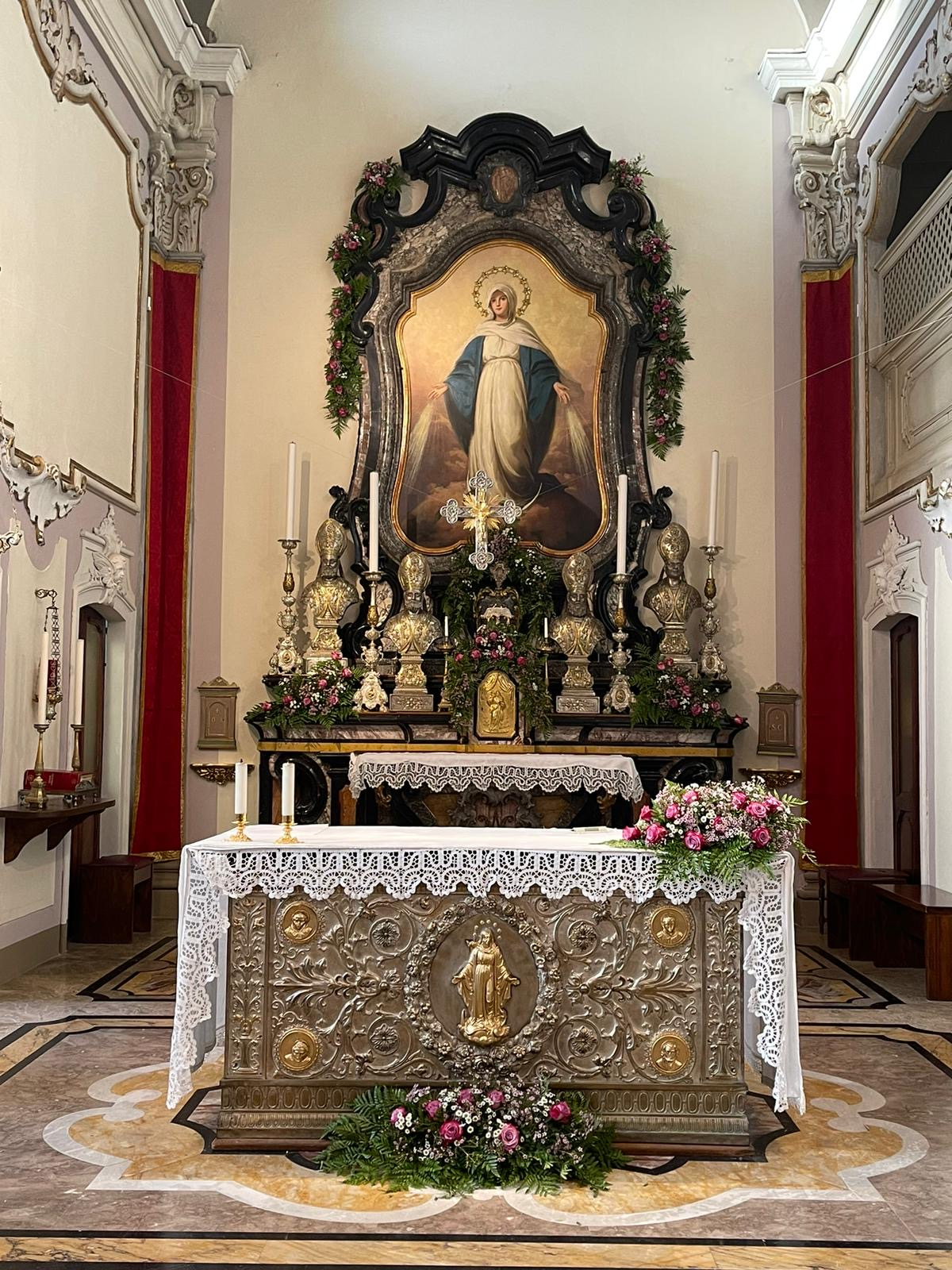
Vergine Maria e l'altare della Cappella dell'Immacolata

Il soffitto è riccamente decorato da stucchi e dalla raffigurazione di San Carlo Borromeo, fondatore degli Oblati, e di Luigi Gonzaga, protettore della gioventù, nell'atto di adorare la Madonna con il Bambino Gesù. Su entrambi i lati del soffitto sono raffigurati degli angeli.
Sopra l'altare è collocato un grande dipinto, rappresentante l'incoronazione canonica. La corona di stelle della Vergine Maria è stata aggiunta durante una cerimonia alla presenza di Papa Paolo VI.
La rappresentazione fisica dello stemma del Collegio Rotondi si trova all'interno della Cappella dell'Immacolata.

### Chiesa di San Maurizio

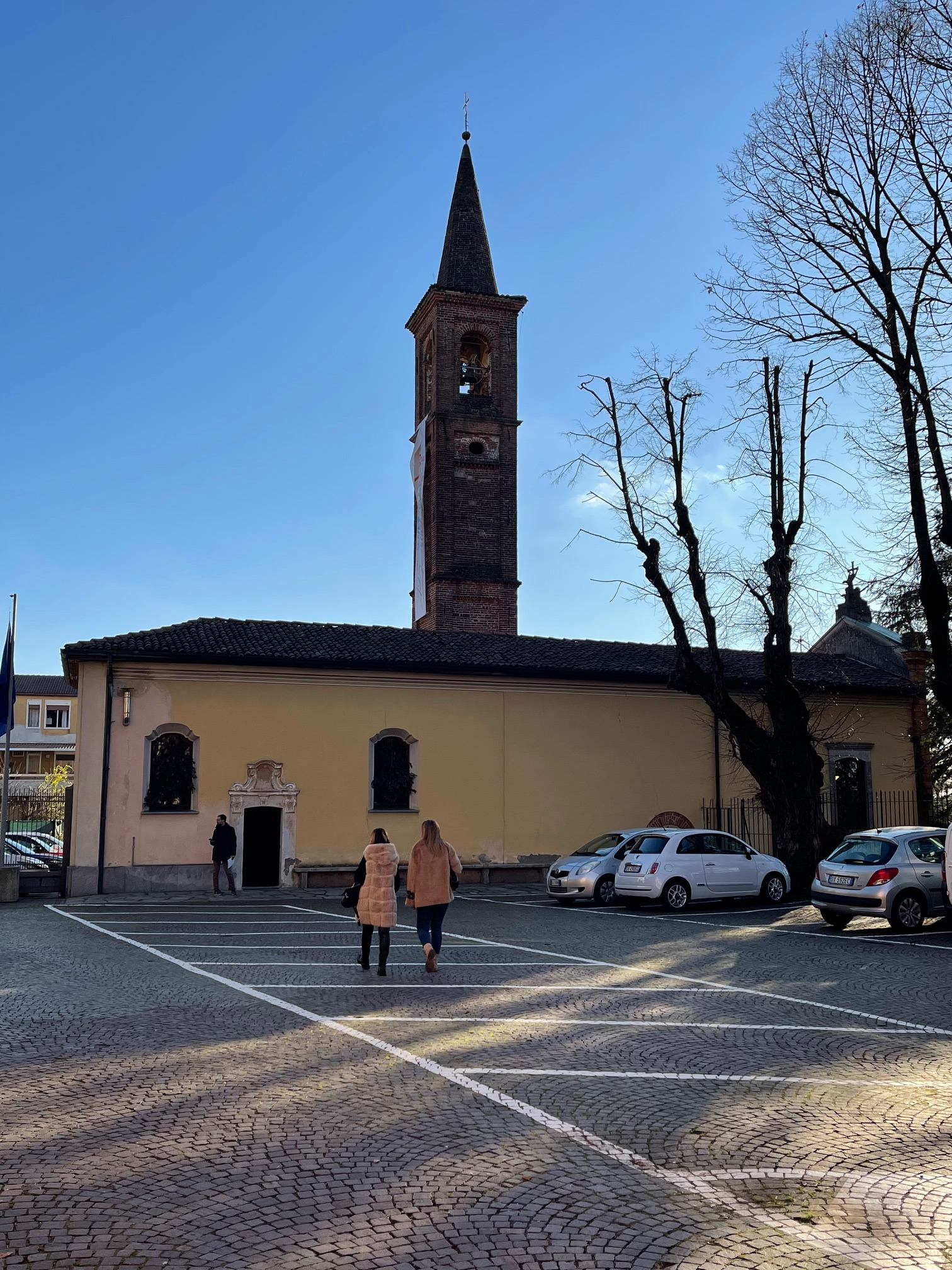
Esterno della Chiesa di San Maurizio, Collegio Rotondi

La prima testimonianza storica riguardante la Chiesa di San Maurizio è documentata nel Liber notitiae Sanctorum Mediolani scritto da Goffredo da Bussero e datato tra il 1290 e il 1310. Si attesta che la chiesa era di proprietà della famiglia Terzaghi e subì nel corso degli anni numerose modifiche e ampliamenti architettonici, in particolare durante la prima metà del XVIII secolo. Nel 1784 fu eretto un nuovo campanile e fu aggiunta una seconda campana. Nello stesso periodo venne rimaneggiato l'interno dell'edificio, compresa la zona absidale e le decorazioni. 
Nel corso dell'Ottocento la Chiesa di San Maurizio fu adibita a cappella sussidiaria della chiesa di Gorla Minore.

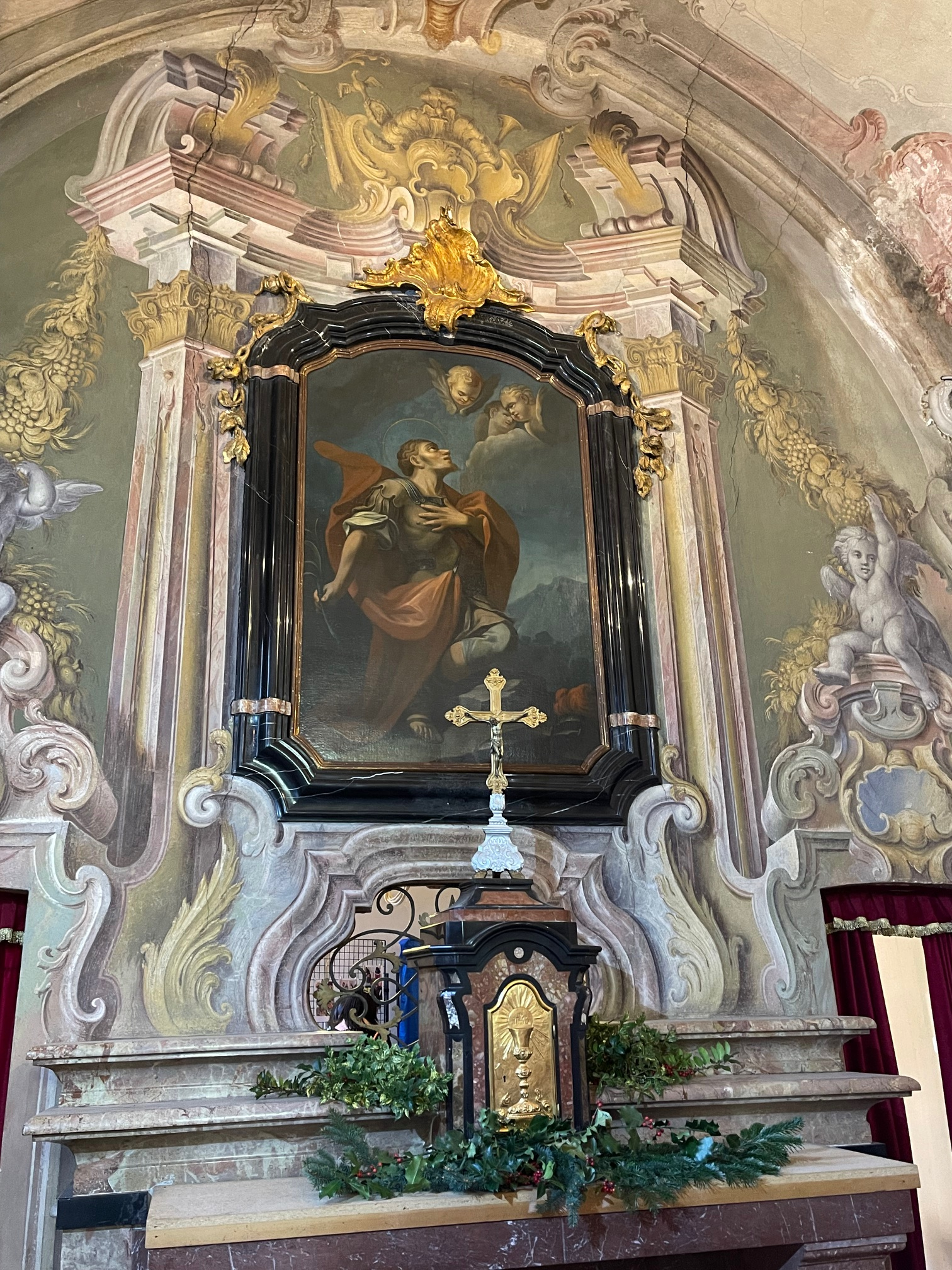
Pala raffigurante San Maurizio, Collegio Rotondi

Nel XX secolo il Rettore Monsignor Rossi intraprese il restauro del campanile, della facciata e degli affreschi interni alla chiesa a causa del degrado causato dall'umidità. Successivi lavori di restauro furono eseguiti nel secondo dopoguerra e negli anni '70 quando il Rettore Mons. Lino Mangini ampliò la facciata dell'edificio e costruì al di sotto una cripta. Fu adibito a sepolcro, nel quale furono sepolti alcuni benefattori del Collegio, tra cui il rettore Mangini e alcuni discendenti della famiglia Rotondi.

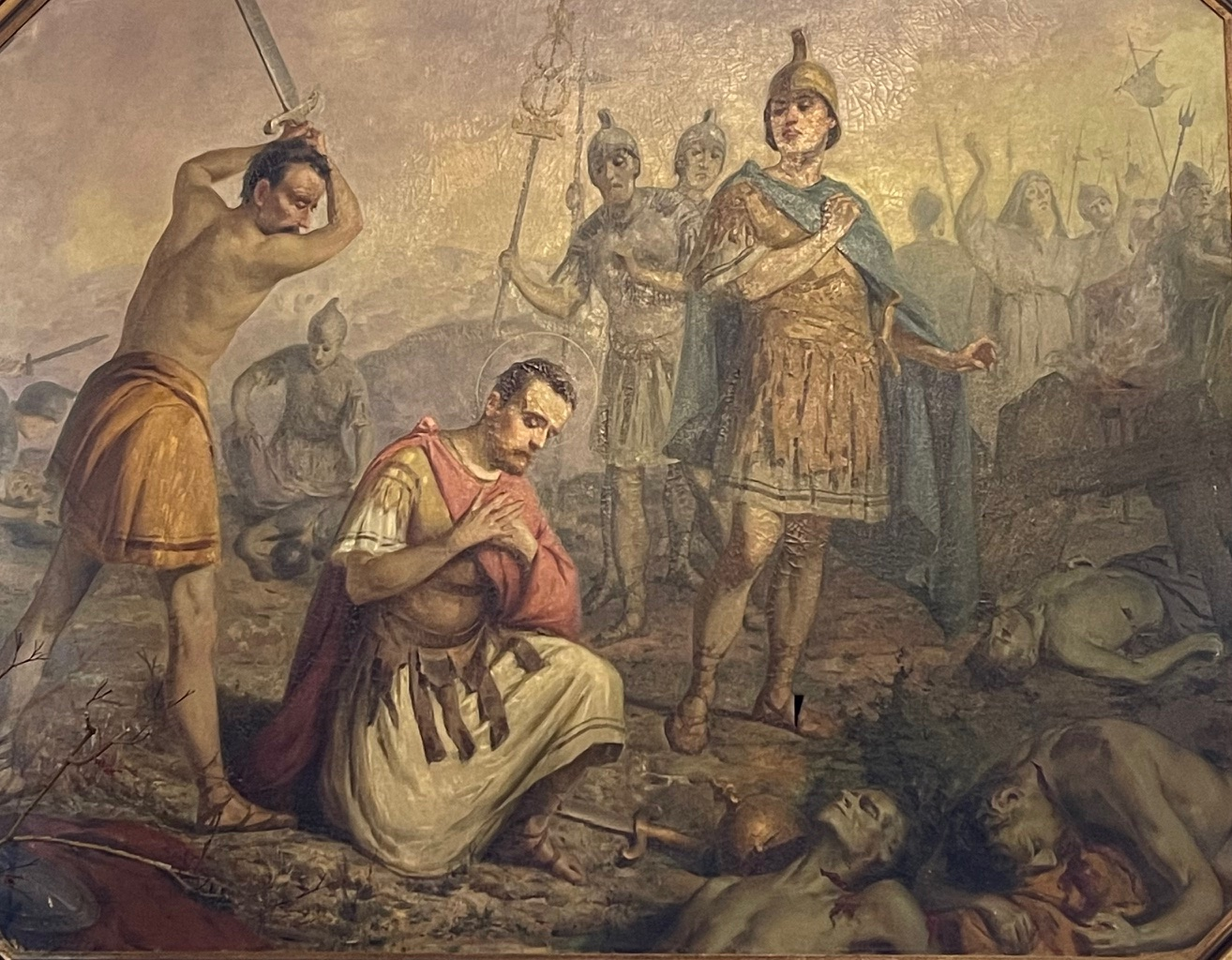
Martirio di San Maurizio di David Beghè, Collegio Rotondi

Durante questi lavori furono scoperti alcuni nuovi affreschi: alcuni sono situati nella zona absidale e presentano i tratti tipici del barocco, mentre gli altri due si trovano lungo la navata centrale e appartengono rispettivamente al periodo medievale e rinascimentale.
Il primo affresco rappresenta il Martirio di Sant'Agata, mentre il secondo rappresenta un Santo con paramenti episcopali, si pensa Sant'Ambrogio. L'interno è ornato da altri elementi barocchi, tra cui motivi floreali, angeli e un coro di putti. Sulla parete sopra l'altare è posta una lastra di marmi policromi, arricchita da una grande pala raffigurante San Maurizio, da cui la chiesa prende il nome. Sono quattro i quadri, realizzati dal pittore ligure David Beghè, che rappresentano il Martirio del Santo.
Il campanile è caratterizzato da un'architettura semplice, realizzata in mattoni, pietre e legno, che si integra con gli edifici circostanti.

## Museo delle Scienze Naturali

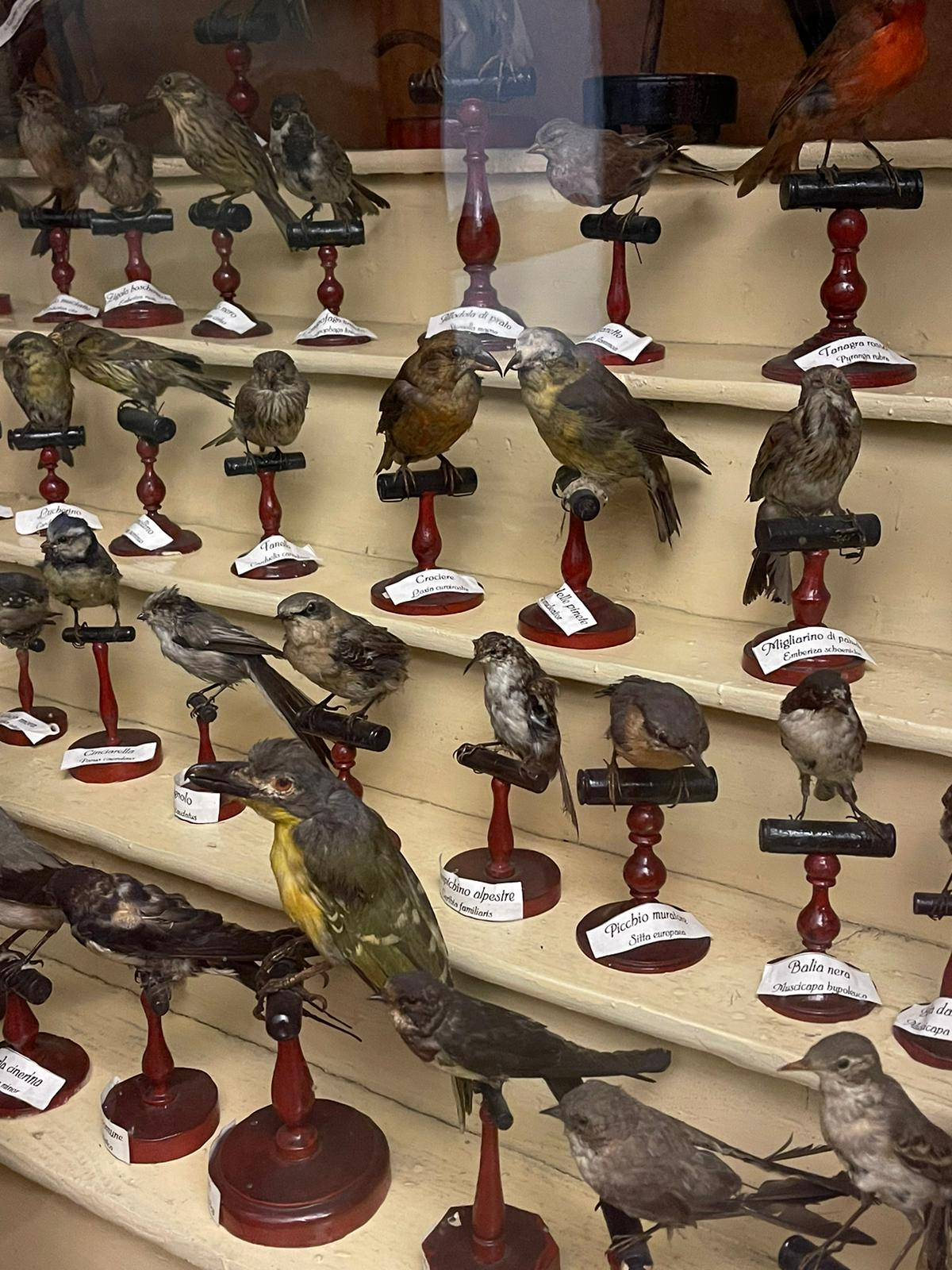
Parte della collezione di uccelli imbalsamati del Collegio Rotondi

Il Museo delle Scienze Naturali venne istituito intorno al secondo decennio dell'Ottocento, quando il Ministero dell'Istruzione e del Culto dell'Impero Austriaco avviò un nuovo ordinamento scolastico in cui si valorizzava l'importanza dello studio delle scienze naturali in qualunque ordine di scuola. riaffermato. Il progetto del nuovo sistema scolastico menziona:
"La storia naturale non può essere studiata solo sui libri. Ottimo mezzo, e necessario per l'acquisto di solide conoscenze di storia naturale, è osservare con i propri occhi l'oggetto nella natura... È compito del Maestro introdurre lo spirito giovanile il vario mondo dei corpi naturali... insegnagli ad osservare bene e a trovare l'espressione adeguata per significare la cosa osservata."
Il museo venne allestito con collezioni particolari, che solo pochissime scuole possedevano. Contiene:
- Una collezione di animali imbalsamati, provenienti principalmente dall'Africa e da attività di caccia agli uccelli.
- Una collezione di conchiglie, preparate in formalina, gesso e cartapesta, plastiche anatomiche.
- Una raccolta di minerali classificati, inclusi alcuni provenienti dagli Urali.
- Due scheletri umani, uno completo e uno decomposto.

## Biblioteche

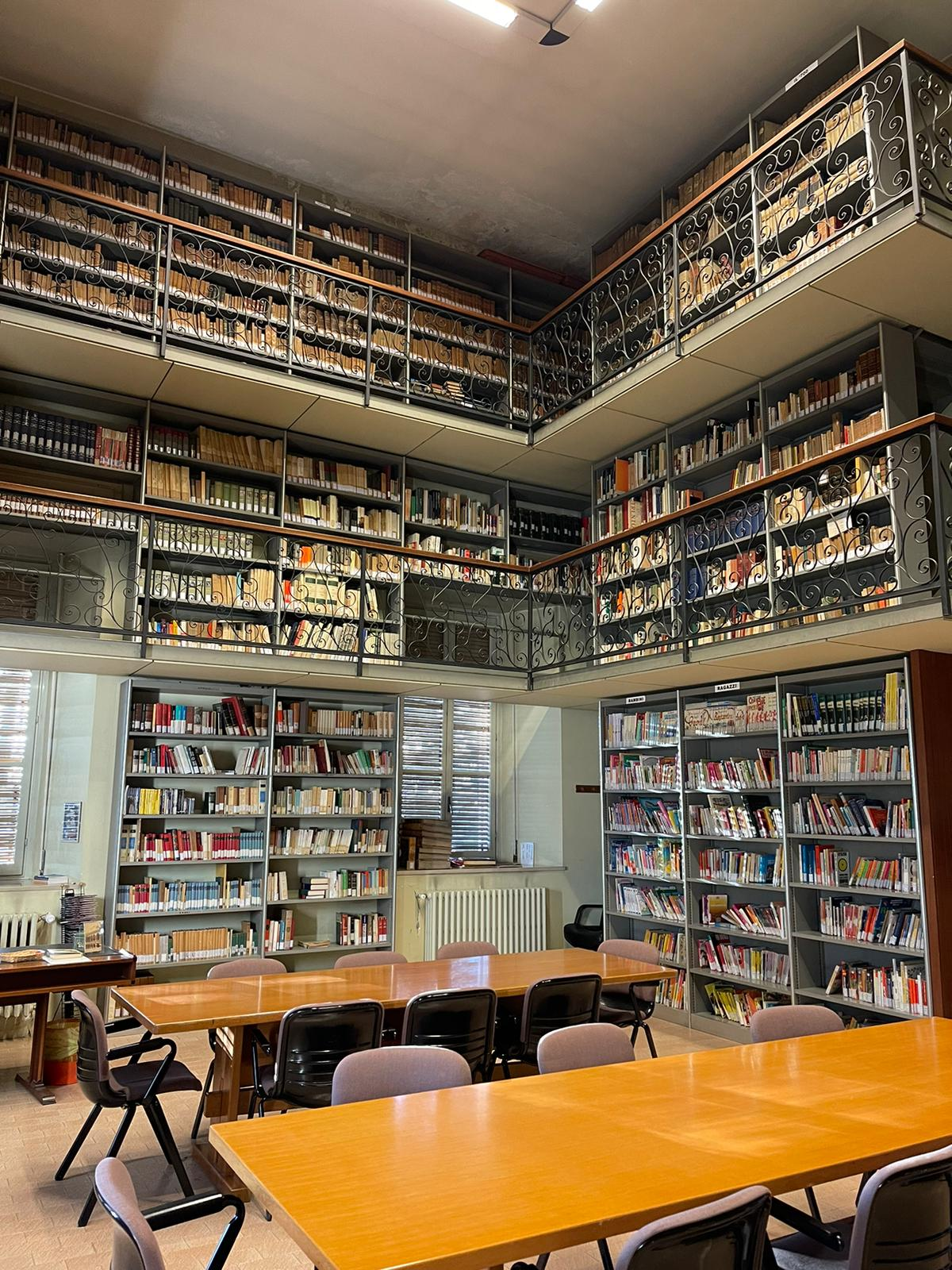
Biblioteca storica del Collegio Rotondi

Il complesso ospita due biblioteche: la Biblioteca degli Studi e la Biblioteca Storica.

### La Biblioteca di studio
La Biblioteca degli Studi è ubicata al primo piano a sinistra del quadriportico, dopo la Cappella dell'Immacolata.
Contiene libri dell'Ottocento e il fondo di teologia. Nel 2023 la Biblioteca è stata riorganizzata e può essere utilizzata da studiosi e studenti nelle ore pomeridiane per tutoraggio e studio guidato.

### La "Biblioteca Storica"

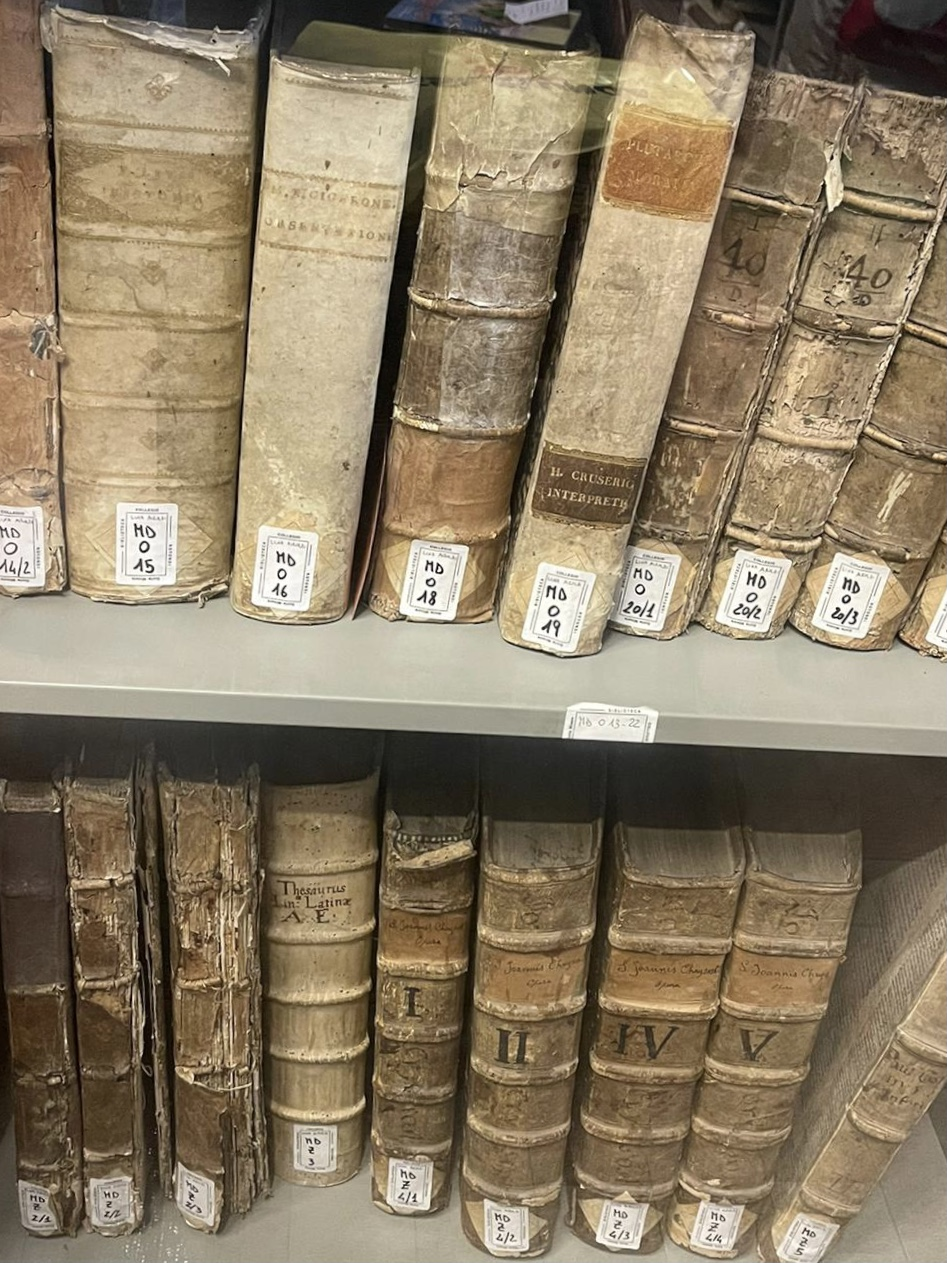
Alcuni libri antichi della Biblioteca Storica del Collegio Rotondi

La Biblioteca Storica, detta anche “Biblioteca Lina Airoldi”, è ubicata sul lato destro del quadriportico sopra la Segreteria. Prende il nome di Biblioteca Storica, in quanto venne costruita negli anni '60 per ospitare i libri più antichi del Collegio: quelli pubblicati prima del 1900. Inizialmente i libri erano conservati in un armadio nello studio del rettore. Successivamente, con l’arricchimento del fondo derivante dai lasciti (tra cui docenti e rettori), venne realizzato nel 1845 il primo catalogo della biblioteca.
Comprende una sezione di volumi antichi, comprendente un fondo di edizioni a stampa dal XVI al XX secolo, e una sezione moderna. I libri di maggior pregio sono circa cinquanta cinquecentine (volumi a stampa del XVII secolo) e circa cento secentine (volumi a stampa del XVI secolo). Sono disponibili anche libri contemporanei, arricchiti da donazioni, anche di storia, arte e narrativa italiana e straniera. I volumi conservati sono circa 12.500, tra cui una prima edizione dei Promessi Sposi del 1827.

## Profilo accademico
Il Collegio Rotondi ha quattro livelli di istruzione e incorpora i due percorsi scientifico e linguistico standard in tutta l'istruzione in Italia. 

### Asilo

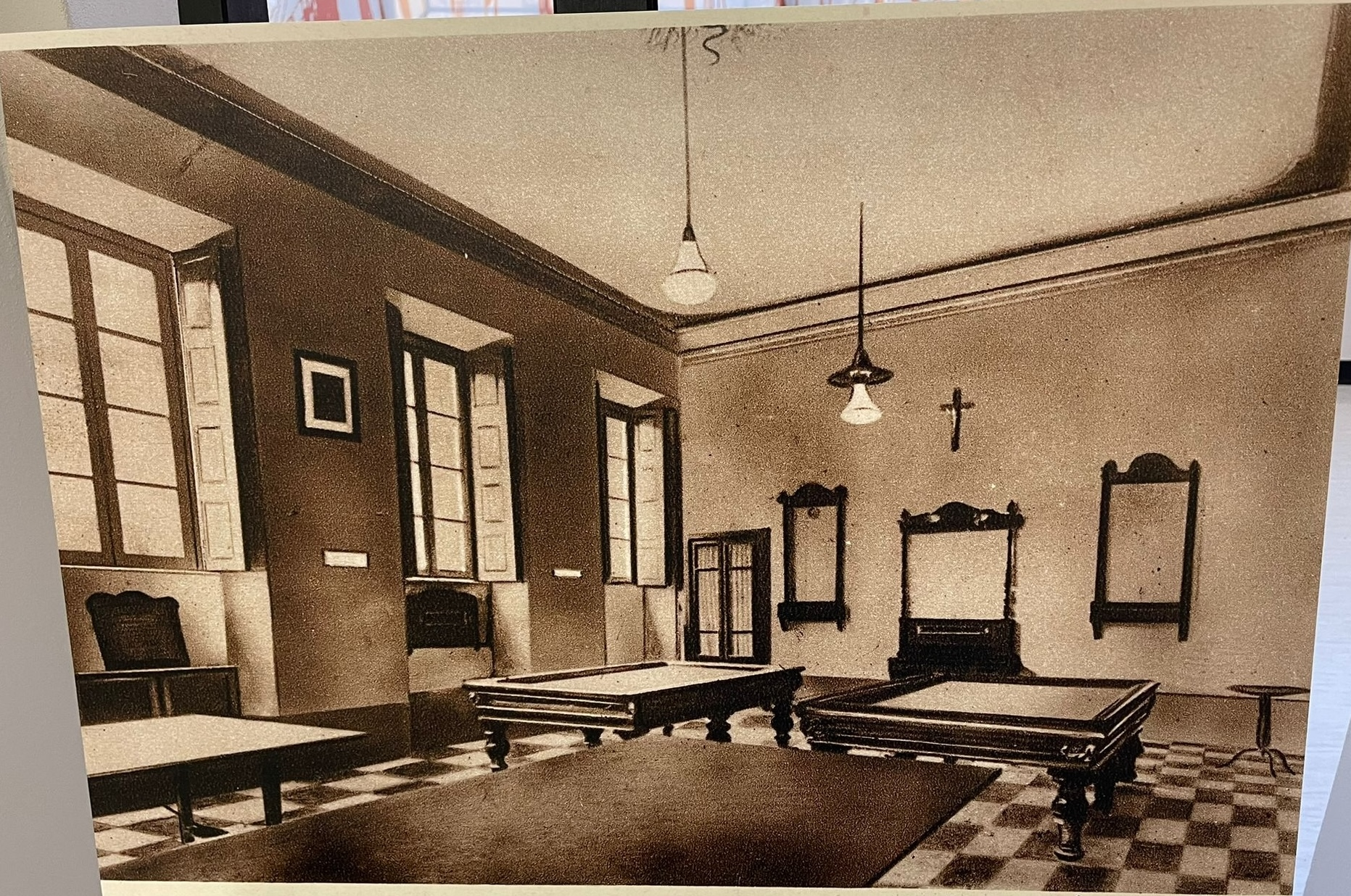
Vecchia ludoteca del Collegio Rotondi

Il livello della scuola materna (per bambini dai tre ai cinque anni) comprende materie standard insegnate a questo livello in tutti gli istituti scolastici in Italia. Una differenza tra il curriculum del Collegio Rotondi e le altre scuole è che durante il primo anno ai bambini viene insegnato a sperimentare il distacco dai genitori, a riconoscere la diversità culturale, a comunicare i propri bisogni ed emozioni e a sviluppare un senso di appartenenza. 

### Scuola elementare

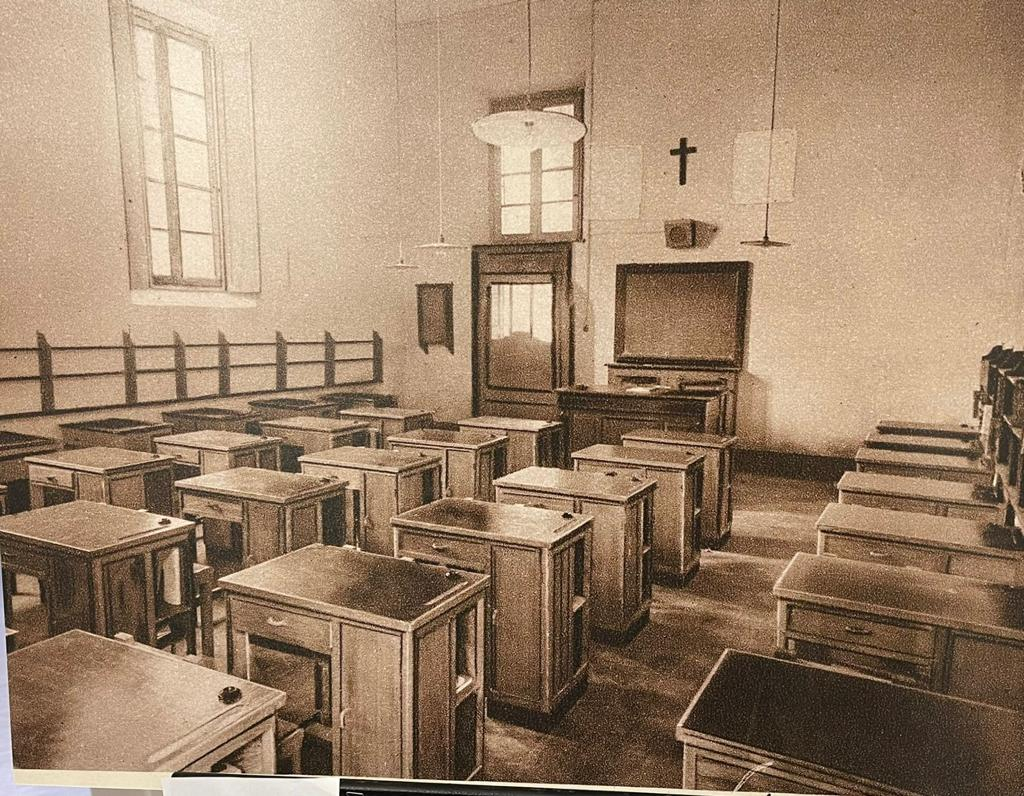
Vecchia aula del Collegio Rotondi

Il quinquennio dell'istruzione primaria (dai 5 ai 10 anni) prevede un curriculum che comprende sia la lingua italiana che quella inglese. Le attività educative includono materie come storia, geografia, musica, sport, arte, matematica, scienza e tecnologia digitale.

### Scuola media
Il livello di istruzione secondaria ha una durata di tre anni in cui gli studenti continuano ad apprendere l'italiano, l'inglese, la musica, l'arte e le scienze motorie. Altre materie incluse sono storia, geografia, matematica, scienze e tecnologia. È prevista inoltre la scelta di una terza lingua straniera, lo spagnolo o il tedesco.

### Scuola superiore
A livello di scuola superiore, il Collegio Rotondi offre due percorsi, uno linguistico e uno scientifico. Il Liceo Linguistico, incentrato sullo studio del lato culturale e grammaticale di tre lingue straniere: inglese, spagnolo e tedesco. Il Liceo Scientifico,  incentrato sullo studio di moduli scientifici come matematica, fisica, informatica e scienze.

### Studenti
|                   | 2012/2013 | 2013/2014 | 2014/2015 | 2015/2016 | 2016/2017 | 2017/2018 | 2018/2019 | 2019/2020 |
| ----------------- | --------- | --------- | --------- | --------- | --------- | --------- | --------- | --------- |
| Asilo             | 56        | 45        | 35        | 28        | 17        | 31        | 35        | 58        |
| Scuola elementare | 109       | 110       | 96        | 94        | 99        | 124       | 128       | 157       |
| Scuola media      | 115       | 99        | 92        | 82        | 89        | 102       | 118       | 146       |
| Scuola superiore  | 72        | 75        | 75        | 79        | 74        | 80        | 83        | 81        |
| Totale            | 352       | 329       | 298       | 283       | 279       | 337       | 364       | 442       |

## Eventi

### Anniversario
Ogni anno nel suo anniversario il Collegio Rotondi festeggia per onorare l'istituzione. L’evento attira la partecipazione di studenti, docenti e membri della comunità. La cerimonia commemorativa prevede discorsi del preside e dei docenti della scuola, insieme a una varietà di spettacoli e attività.

### Eventi culturali
Il Collegio Rotondi ospita una serie di eventi culturali durante tutto l'anno che includono concerti, spettacoli teatrali, mostre, proiezioni di film e il concerto annuale della scuola.

## Persone legate al Collegio
- Eugenio Cantoni (1824-1888), già studente del Collegio Rotondi e imprenditore.
- Ludovico Necchi (1876-1930), già allievo del Collegio Rotondi e medico.
- Mario Rotondi (1900-1984), già studente del Collegio Rotondi e giurista.
- Giancarlo Landini (1953), professore di letteratura italiana e preside del liceo classico al Collegio Rotondi.
- Lorenzo Colombo (2000), ex studente del Collegio Rotondi e pilota automobilistico.
- Luciana Princisvalle, ex studentessa del Collegio Rotondi e vicedirettrice del BD.
- Giacinto Tredici (1880-1964), già docente del Collegio Rotondi e filosofo.